# Régiment de Bresse (1684-1762)
Pour les articles homonymes, voir régiment de Bresse (homonymie).
Le régiment de Bresse est un régiment d'infanterie du royaume de France créé en 1684 et licencié en 1762. 

## Création et différentes dénominations
- 1er décembre 1684 : création du régiment de Bresse, au nom de cette province
- 25 novembre 1762 : licencié

## Colonels et mestres de camp
- 14 septembre 1684 : René Alexis Le Sénéchal, comte de Carcado-Molac, brigadier le 3 janvier 1696, maréchal de camp le 10 février 1704, lieutenant général des armées du roi le 19 juin 1708, † 29 août 1743
- 10 octobre 1706 : François, marquis de Montmorency-la-Neuville, brigadier le 1er février 1719, † 27 avril 1748
- 8 octobre 1733 : Louis Alexandre Xavier Le Sénéchal, marquis de Carcado-Molac, né le 21 février 1712, brigadier le 20 février 1743, déclaré maréchal de camp en novembre 1745 par brevet du 1er mai, déclaré lieutenant général des armées du roi en décembre 1748 par pouvoir du 10 mai
- 1er décembre 1745 : Louis Gabriel Le Sénéchal, comte de Kercado-Molac, frère du précédent, né le 6 mai 1716, déclaré brigadier en février 1749 par brevet du 10 mai 1748, maréchal de camp le 20 février 1761
- 20 février 1761 : Louis François de Rozières, marquis de Sorans

## Historique des garnisons, combats et batailles
- 14 septembre 1684 : formation du régiment de Bresse avec un bataillon du régiment de Normandie
- 1691 : Allemagne
- 1692 : Alpes
- 1693 : défense de Pignerol, La Marsaglia
- 1694 : Provence
- 1695 : Catalogne
- 1696 : Palamos. Italie, Valenza
- 1697 : Flandre
- 1700 : Italie
- 1701 : Carpi, Chiari
- 1703 : Santa-Vittoria, Luzzara, Stradella, Castelnuovo, Tyrol
- 1704 - 1706 : Verceil, Ivrée, Verrue (14 octobre 1704 - 9 avril 1705), Cassano (16 août 1705), Calcinato, Turin (14 mai 1706)
- 1707 - 1709 : Dauphiné
- 1710 - 1712 : Flandre ; Beuvry, Denain, Douai, garnison de Douai
- 1742 : 11 et 12 mars 1742 : Passage du Rhin[1]; Bavière ; Sahay (24 mai), Frawemberg, Prague
- 1744 : Flandre
- 1745 : Bas-Rhin
- 1746 : Flandre, Mons, Charleroi, Namur, Raucoux (11 octobre)
- 1747 : Provence
- 1748 : Gênes
- 1756 : côtes de Normandie
- 1757 - 1758 : côtes de Bretagne, Saint-Cast (11 septembre 1758)
- 1759 - 1762 : côtes de l’Aunis

## Drapeaux
3 drapeaux, dont un blanc colonel, et 2 d’ordonnance « verts & jaunes par bandes dans les quarrez & par opposition, & croix blanches ».

Drapeau d’ordonnance
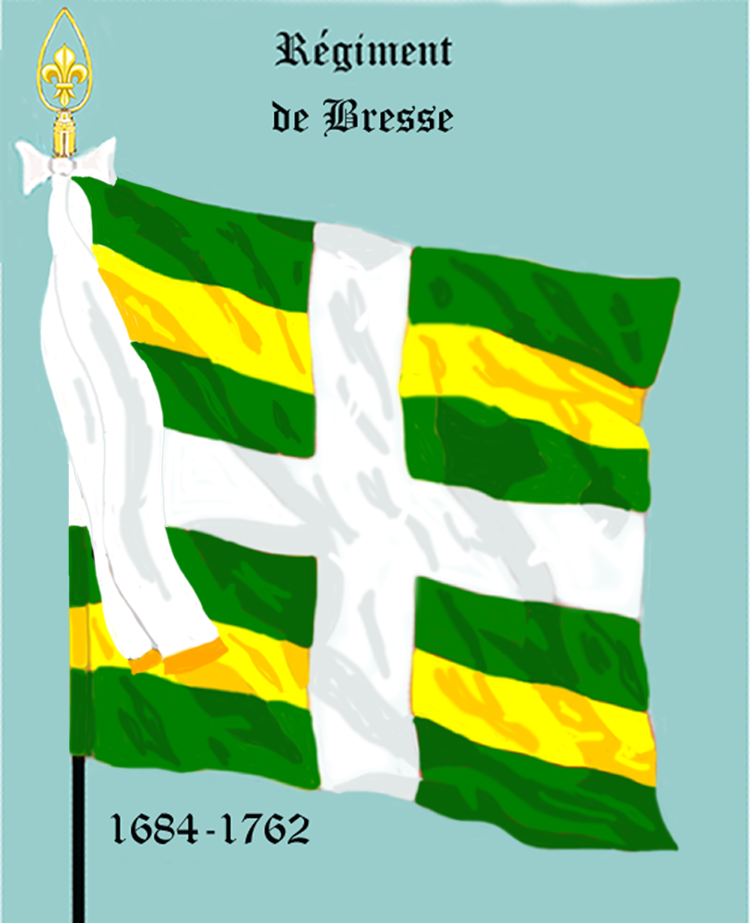
régiment de Bresse de 1684 à 1762

## Habillement
Parements, petit collet, veste et culotte bleus ; boutons, boutonnières et galon jaune ; poches ordinaires garnies 
de 6 boutons ; autant sur la manche.

Uniformes du régiment de Bresse
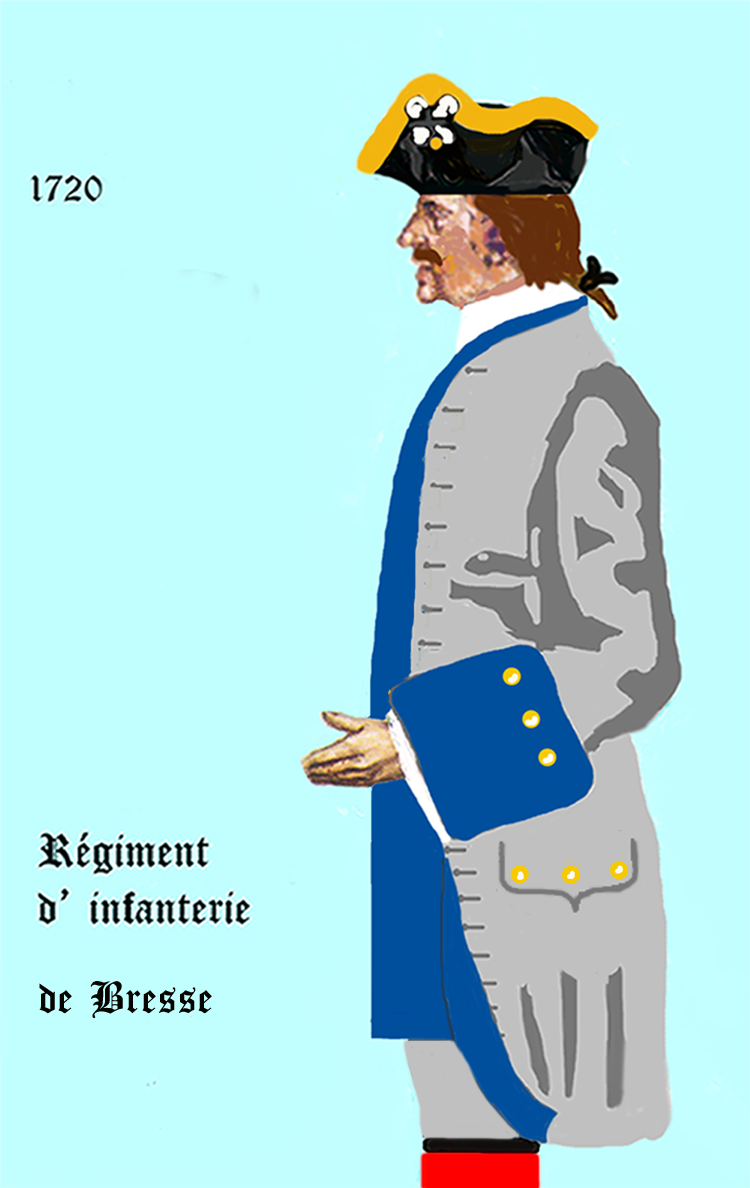
de 1720 à 1734
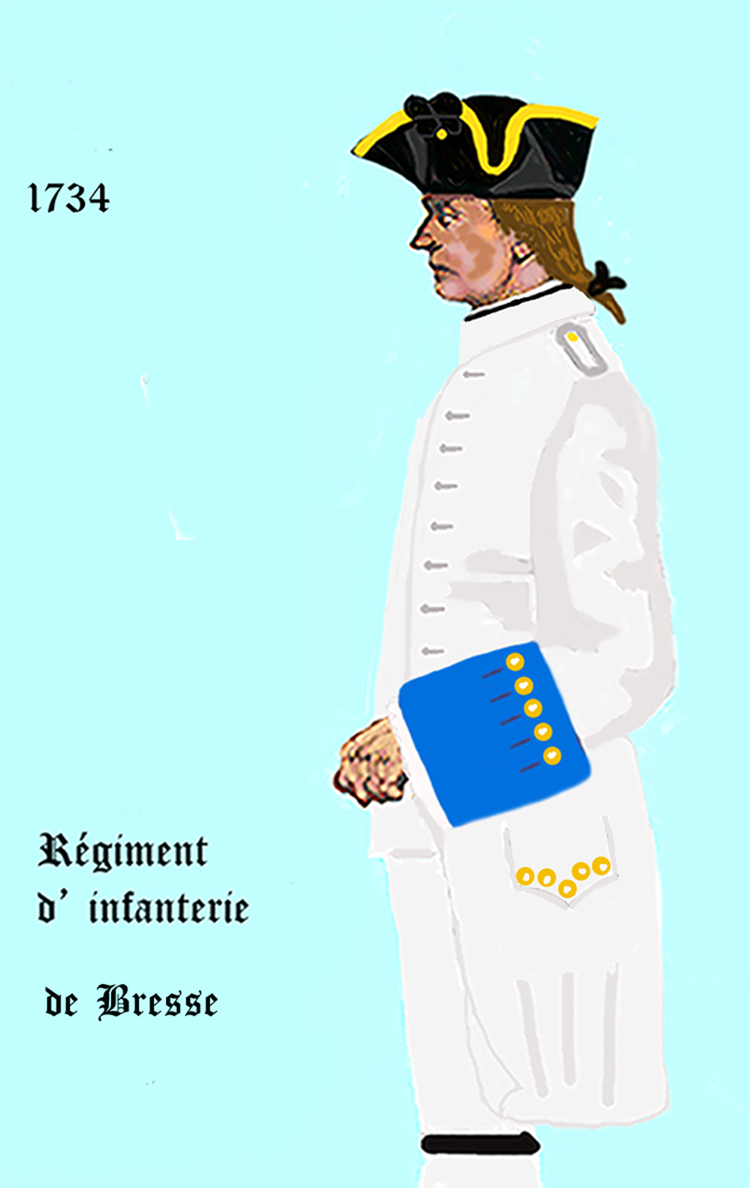
de 1734 à 1757